# Baskervillski pas
 Ovo je glavno značenje pojma Baskervillski pas. Za druga značenja pogledajte Baskervillski pas (razdvojba).
Baskervillski pas (eng. The Hound of the Baskervilles) je kriminalistički roman Arthura Conana Doylea, postupno izdavan u magazinu Strand 1901. i 1902. Radnja se događa u Dartmooru 1889. Za vrijeme pisanja Doyle je imao vremena istražiti pustopoljinu i potpuno je opisati. U romanu Holmes i Dr. Watson istražuju kletvu koja je povezana s Baskervillskim psom. 

## Inspiracija
Močvara oko Fox Tora je bila glavna inspiracija za "Grimpenski ugođaj" romana. Imanje Baskerville je ili imanje Hayford ili Brook, koji su u blizini Buckfastleigha. 
Misli se da je zbog Doyleovog stanovanja u Birminghamu ime Baskerville došlo od Birminghamskog tiskara Johna Baskervillea. Ideje novinara pod imenom Bertram Fletcher Robinson bile su jako važnje u tumačenju ovod Doyleovog djela i doživjele su veliku slavu. Baskervillski pas je zasigurno jedno od Doyleovih najznačajnijih djela. 
Ovoje je ujedno i djelo gdje se ponovno pojavio Sherlock Holmes koji je dosadio Doyleu. Razlog povratka je najvjerojatnije želja protagonista i Holmesov veliki uspjeh.

## Radnja
Holmes i Watson dobili su zadatak od Mortimera da pomognu u rjašavanju slučaja obitelji Baskerville. Mladi Sir Henry Baskerville bio je novi nasljednik i došao je u London. Otišao je na imanje, a s njim je išao Watson. Watson je istraživao pustopoljinu i tu upoznao mještane. No neznano za Watsona tu je došao i Holmes. Kada je Watson to otkrio naljutio se, no pomogao mu je i skupa su ubili pas koji je ubio Charlesa Baskervillea i njegovog gospodara i tako uništili kletvu.

## Vanjske poveznice
- Knjiga s Audio CDom: Beskervilski Pas  Arhivirana inačica izvorne stranice od 30. kolovoza 2005. (Wayback Machine) at Voice Book  Arhivirana inačica izvorne stranice od 30. kolovoza 2005. (Wayback Machine)